# محمد باقر اليزدي
محمد باقر اليزدي (بالفارسية: محمدباقر یزدی) هو عالم رياضيات إيراني، عاش في القرن السادس عشر. أعطى فكرة الأعداد الصديقة للعددين 9363584 و9437056 قبل إسهام أويلر بهذه الفكرة بسنوات عديدة. وكان آخر عالم رياضيات مسلم بارز[محل شك] وكان كتابه الرئيس هو عيون الحساب وقد كُتِبَ باللغة العربية.